# Lysimachia linum-stellatum
Lysimachia linum-stellatum, syn. Asterolinon linum-stellatum — вид квіткових рослин родини первоцвітових (Primulaceae).

## Біоморфологічна характеристика
Це тьмяно-зелена, однорічна рослина 1–11(18) см заввишки. Стебла ± квадратні, прості чи дуже розгалужені, листяні по всій довжині. Листки супротивні, сидячі, 3–10(11) мм завдовжки, майже плівчасті, ланцетні, шорсткі, голі. Квітки поодинокі, на коротких пазушних квітконіжках, коротші за чашечку. Частки чашечки лінійно-ланцетні, 2–3.5 × 0.5–1 мм; трубка дуже коротка, ≈ 0.3 мм. Віночок білуватий, зеленуватий чи блідо-жовтий, 0.6–0.7 мм завдовжки, всередині залозисто-волосистий. Коробочка куляста, гола, не залозиста, 1.5–2 мм, блискуча. Насіння ≈ 1.2 мм. 2n = 20, 26.

## Поширення
Росте у Північній Африці, Південній Європі, Західній Азії.
В Україні вид росте у кам'янистих місцях — на ПБК (ок. Сімеїза).